# Pramipexol
Pramipexol (CAS-nummer 104632-26-0) is de generieke (INN, International Nonproprietary Name) naam van een 2-aminobenzothiazoolderivaat, gebruikt bij de behandeling van de ziekte van Parkinson. Het is de werkzame stof in de geneesmiddelen Mirapexin® (in België) en Sifrol® (in België en Nederland) van Boehringer Ingelheim, dat voor het eerst in 1997 werd toegelaten. In 2006 werd pramipexol door het Europees Geneesmiddelenbureau ook toegelaten voor de behandeling van idiopathische rustelozebenensyndroom.

## Algemeen
Pramipexol wordt alleen of in combinatie met levodopa gebruikt. Pramipexol is een dopamine-agonist, die met hoge selectiviteit en specificiteit aan dopamine D2
subfamilie-receptoren bindt en een preferentiële affiniteit voor de D3 receptor heeft. Pramipexol vermindert de motorische stoornissen bij parkinsonpatiënten, en de stof zou ook gunstige effecten hebben op de depressieve en motivationele symptomen van de ziekte. De werking bij de behandeling van het rustelozebenensyndroom is inmiddels aangetoond. Een lage dosering enkele uren voor het slapen gaan lijkt het meest effectief.

## Dosering
Mirapexin is enkel op voorschrift verkrijgbaar in tabletten met 0,088 mg, 0,18 mg, 0,35 mg, 0,7 mg of 1,1 mg van de werkzame stof pramipexol. De tabletten worden 3 x per dag genomen; de dosis wordt stapsgewijs na telkens 5 à 7 dagen verhoogd. Sifrol is verkrijgbaar in tabletten van 0,125 mg en 1 mg, maar de laatste worden niet altijd vergoed door de verzekering.

## Bijwerkingen
De meest voorkomende bijwerkingen bij de behandeling van de ziekte van Parkinson zijn maagdarmstelselaandoeningen, onwillekeurige bewegingen (dyskinesie) en psychische stoornissen hallucinaties en slaapstoornissen. Deze bijwerkingen worden ook gezien bij andere dopamine-agonisten.
Andere mogelijke bijwerkingen zijn orthostatische hypotensie, duizeligheid, hoofdpijn en vermoeidheid , perifeer oedeem in de onderste ledematen.
Pramipexol heeft vermoedelijk een toxisch effect op de ogen, zodat controle van de ogen aanbevolen wordt.
Gedragsveranderingen (bv. pathologisch gokken, veranderingen in het libido, eetaanvallen) kunnen voorkomen.
(Pramipexol is geen afgeleide van ergotamine, en heeft dus niet de daaraan verbonden bijwerkingen aan hartkleppen.)
Bij de behandeling van het rustelozebenensyndroom zijn de meest voorkomende bijwerkingen misselijkheid, vermoeidheid en hoofdpijn.

## Interacties
Het gelijktijdig gebruik van pramipexol met antipsychotica moet vermeden worden.
Zie de productkenmerken van de stof voor meer informatie over mogelijke bijwerkingen, interacties enz.